# Уолл, Энгус
Энгус Уолл (англ. Angus Wall, род. 15 марта 1967) — американский монтажёр и дизайнер титров, двукратный лауреат премий «Оскар» и BAFTA.
Окончил Боудин-колледж в 1988 году. В 1992 году он и Линда Карлсон основали фирму Rock Paper Scissors, работающую в сфере монтажа и создании титров для рекламных кампаний. В числе их клиентов были BMW, HP и Nike. Первой работой Уолла в большом кино стала разработка титров в фильме Дэвида Финчера «Семь». Стоит отметить, что он и раньше работал с Энгусом, который занимался монтажом финчеровских рекламных роликов и клипов. При создании фильмов «Бойцовский клуб» и «Комната страха» Финчер отдал Уоллу должность консультанта по монтажу. К концу 2003 года подписал контракт на работу с сериалами телеканала HBO. Ему принадлежит оформление титров телесериала «Карнавал», за которое он удостоился премии «Эмми». Впоследствии Уолл поддерживал работу с HBO, создавая титры к сериалам «Рим» и «Игра престолов». В картине «Зодиак» предложил использовать цифровые камеры, которые помогли создать необычный монтаж. За работу над фильмом «Загадочная история Бенджамина Баттона» получил номинации на премии гильдии монтажёров, BAFTA, «Оскар».

## Награды и номинации
| Премия           | Год  | Фильм                                   | Категория                     | Результат |
| ---------------- | ---- | --------------------------------------- | ----------------------------- | --------- |
| «Оскар»          | 2009 | «Загадочная история Бенджамина Баттона» | Лучший монтаж                 | Номинация |
| «Оскар»          | 2011 | «Социальная сеть»                       | Лучший монтаж                 | Победа    |
| «Оскар»          | 2012 | «Девушка с татуировкой дракона»         | Лучший монтаж                 | Победа    |
| BAFTA            | 2009 | «Загадочная история Бенджамина Баттона» | Лучший монтаж                 | Номинация |
| BAFTA            | 2011 | «Социальная сеть»                       | Лучший монтаж                 | Победа    |
| «Эмми»           | 2004 | «Карнавал»                              | Лучший дизайн основных титров | Победа    |
| «Эмми»           | 2006 | «Рим»                                   | Лучший дизайн основных титров | Номинация |
| «Эмми»           | 2006 | «Большая любовь»                        | Лучший дизайн основных титров | Номинация |
| «Эмми»           | 2011 | «Игра престолов»                        | Лучший дизайн основных титров | Победа    |
| «Эмми»           | 2017 | «Тринадцатая»                           | Лучший документальный фильм   | Победа    |
| «Эмми»           | 2018 | «Алиенист»                              | Лучший дизайн основных титров | Номинация |
| «Эмми»           | 2019 | «Игра престолов»                        | Лучший дизайн основных титров | Победа    |
| «Выбор критиков» | 2011 | «Социальная сеть»                       | Лучший монтаж                 | Номинация |
| «Выбор критиков» | 2012 | «Девушка с татуировкой дракона»         | Лучший монтаж                 | Победа    |
| «Спутник»        | 2010 | «Социальная сеть»                       | Лучший монтаж                 | Номинация |